# Labarthe-sur-Lèze
Labarthe-sur-Lèze (okzitanisch: Le Barta de Lesat) ist eine französische Gemeinde mit 6467 Einwohnern (Stand: 1. Januar 2022) im Département Haute-Garonne in der Region Okzitanien. Labarthe-sur-Lèze gehört zum Arrondissement Muret und zum Kanton Portet-sur-Garonne. Die Bewohner werden Labarthais(es) genannt.

## Geographie
Labarthe-sur-Lèze liegt am Westufer des Flusses Lèze, der hier in die Ariège mündet. Umgeben wird Labarthe-sur-Lèze von den Nachbargemeinden Pins-Justaret im Norden und Nordwesten, Goyrans im Norden und Nordosten, Clermont-le-Fort im Osten, Vernet im Südwesten, Lagardelle-sur-Lèze im Süden, Eaunes im Westen und Südwesten sowie Villate im Westen.
Durch die Gemeinde führt die frühere Route nationale 20.

## Bevölkerungsentwicklung
| Jahr                      | 1962 | 1968 | 1975 | 1982 | 1990 | 1999 | 2006 | 2019 |
| Einwohner                 | 518  | 810  | 1672 | 2110 | 3772 | 4632 | 4758 | 6271 |
| Quelle: Cassini und INSEE |      |      |      |      |      |      |      |      |

## Sehenswürdigkeiten

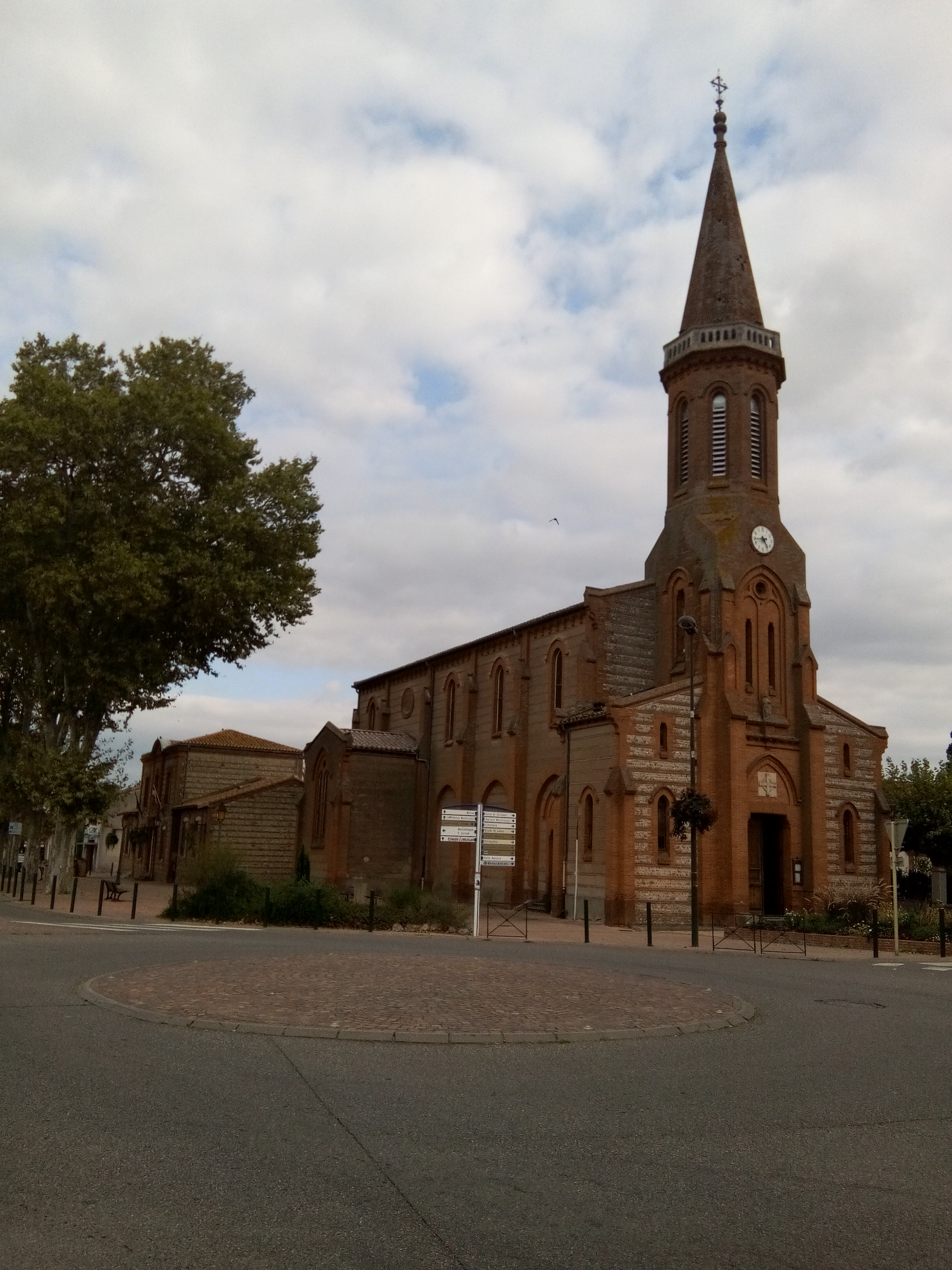
Kirche Saint-André

- Kirche Saint-André

## Gemeindepartnerschaften
Mit der italienischen Gemeinde Breda di Piave in der Provinz Treviso (Venetien) besteht eine Partnerschaft.

## Persönlichkeiten
- Robert Fréminé (1919–2009), Lehrer und Politiker, von 1983 bis 1984 Bürgermeister von Labarthe-sur-Lèz